# Скрипка (фильм, 2017)
«Скри́пка» (англ. Violin) — короткометражный фильм режиссёра Константина Фама 2017 года, завершающая новелла военно-исторической драмы «Свидетели», посвящённого памяти жертв Холокоста. За основу фильма была взята история музыкантов Яновского концлагеря, где в 1944 году был расстрелян оркестр из выдающихся еврейских музыкантов. Материалы этого дела фигурировали на Нюрнгбергском процессе.

## Сюжет
Фильм рассказывает историю скрипки, созданной в начале XX века для еврейского юноши. Инструмент проходит все перипетии войны. История заканчивается концертом в Иерусалиме у Стены плача.

## В ролях
- Ленн Кудрявицки — Леонид Штиллер
- Владимир Кошевой — Лео Штиллер
- Михаил Горевой — Рихард
- Вячеслав Чепурченко — Курт
- Мария Кинг — Рейчел
- Маруся Зыкова — Ада
- Алексей Петрухин — Отто
- Анжелика Каширина — Катя
- Алим Кандур — Шломо
- Вячеслав Ганенко — Моше

## Съёмочная группа
- Режиссёр: Константин Фам
- Композитор: Егор Романенко
- Продюсеры: Константин Фам, Алексей А. Петрухин, Борис Минц, Егор Одинцов
- Сценарист: Константин Фам, Максим Воскобоев
- Исполнительный продюсер: Катерина Михайлова
- Сопродюсеры: Саша Кляйн, Сергей Якубовский, Михаил Быков
- Линейные продюсеры: Татьяна Довидовская, Эдита Блейх, Марианна Андрющенко
- Ассоциативный продюсеры: Юрий Зельвенский
- Операторы: Михаил Вихров, Отабек Джураев, Александр Алейников, Фил Ли, Давид Стражмайстер
- Художники-постановщики: Филипп Лагунович-Черепко,Офелия Арзуманова, Карел Ваничек

## Производство
Съёмки картины заняли год и проходили в Москве, Нью-Йорке, Праге, Минске, Бресте и Иерусалиме. В производстве принимали участие кинематографисты из России, США, Израиля, Чехии и Белоруссии.
Фильм создан при финансовой поддержке Министерства культуры Российской Федерации, а также частных меценатов.

## Признание
Премьера фильма состоялась в рамках Конкурсной программы 39-го ММКФ. Фильм «Скрипка» также выдвигался на кинопремию «Оскар» в категории «Лучший игровой короткометражный фильм».

### Награды
- 39 Московский международный кинофестиваль — Конкурсная программа[8].
- Претендент на премию «Оскар» в категории «Лучший игровой короткометражный фильм» за 2017 год[9][10].
- Номинант премии Национальной академии Кинематографических искусств и наук России Золотой Орёл в категории «Лучший короткометражный фильм» за 2017 год[11].
- Второй Сочинский Международный Кинофестиваль (Россия) — Награда имени Веры Глаголевой, специальная награда Конкурса короткометражного кино «За сохранение исторической памяти»[12].
- IV молодежный кинофестиваль «Перерыв на кино» (Санкт-Петербург, Россия) — Гран-при[13].

## Партнёры
- Федерация еврейских общин России[14]
- Российский еврейский конгресс

## Примечание
1. ↑  Лучшие фильмы о Второй Мировой. afisha.uz. Дата обращения: 21 февраля 2018. Архивировано 22 февраля 2018 года.
2. ↑  Константин Фам: Бум «короткого метра» не за горами.souzveche.ru. Дата обращения: 21 февраля 2018. Архивировано 26 февраля 2018 года.
3. ↑  Константин Фам привозит в Израиль «Киноальманах «Свидетели». GORSKIE.ru (2 января 2018). Дата обращения: 3 июля 2023. Архивировано 2 июля 2023 года.
4. ↑  Короче некуда.rg.ru. Дата обращения: 21 февраля 2018. Архивировано 21 февраля 2018 года.
5. ↑  39-й ММКФ: третий день.kinobusiness.com. Дата обращения: 21 февраля 2018. Архивировано 22 февраля 2018 года.
6. ↑  Российский фильм о Холокосте поборется за «Оскар». regnum.ru. Дата обращения: 21 февраля 2018. Архивировано 22 февраля 2018 года.
7. ↑  Музыка перед расстрелом: интервью с режиссером короткометражки «Скрипка» о Холокосте, которая выдвинута от России на «Оскар». tvrain.ru. Дата обращения: 21 февраля 2018. Архивировано 21 февраля 2018 года.
8. ↑  Конкурс короткого метра. 39.moscowfilmfestival.ru. Дата обращения: 21 февраля 2018. Архивировано из оригинала 11 марта 2018 года.
9. ↑  Российский короткометражный фильм «Скрипка» поборется за «Оскар». kinoafisha.info. Дата обращения: 21 февраля 2018. Архивировано 22 февраля 2018 года.
10. ↑  Шнейдеров: Короткометражка «Скрипка» имеет все шансы на статуэтку «Оскара». nsn.fm. Дата обращения: 21 февраля 2018. Архивировано 22 февраля 2018 года.
11. ↑  Номинанты премии «Золотой Орел» за 2017 год.kinoacademy.ru. Дата обращения: 21 февраля 2018. Архивировано 31 декабря 2017 года.
12. ↑  Короткометражный фильм «Скрипка» режиссёра Константина Фама получил награду имени Веры Глаголевой.glasnarod.ru. Дата обращения: 21 февраля 2018. Архивировано 9 октября 2019 года.
13. ↑  Плач скрипки об ужасах войны: в Петербурге прошел молодежный кинофестиваль Архивная копия от 2 августа 2018 на Wayback Machine. regnum.ru
14. ↑  Премьера фильма «Свидетели», созданного при поддержке ФЕОР, состоится в День памяти жертв Холокоста.lechaim.ru. Дата обращения: 21 февраля 2018. Архивировано 22 февраля 2018 года.